# Stygioides colchica
Stygioides colchica är en fjärilsart som beskrevs av Herrich-Schäffer 1851. Stygioides colchica ingår i släktet Stygioides och familjen träfjärilar. Inga underarter finns listade i Catalogue of Life.